# Musculi intercostales externi
De musculi intercostales externi of buitenste tussenribspieren zijn een groep van 11 paar spieren die tussen de ribben (intercostales) liggen. Zij lopen schuin van beneden naar voren. Daarbij staan ze loodrecht op de musculi intercostales interni of binnenste tussenribspieren. De buitenste tussenribspieren trekken de ribben dichter bij elkaar en trekken de borstkas omhoog. Deze beweging is ten behoeve van de ademhaling, met name het inademen.